# گادی برومر
گادی برومر (به انگلیسی: Gadi Brumer) مدافع اهل اسرائیل است که از سال ۱۹۹۳ تا ۲۰۰۲ میلادی عضو تیم ملی فوتبال اسرائیل بوده و در ۲۴ بازی ملی حضور داشته است. گادی برومر توانسته در بازی‌های ملی، ۲ گل به ثمر برساند.